# Jan Hojer

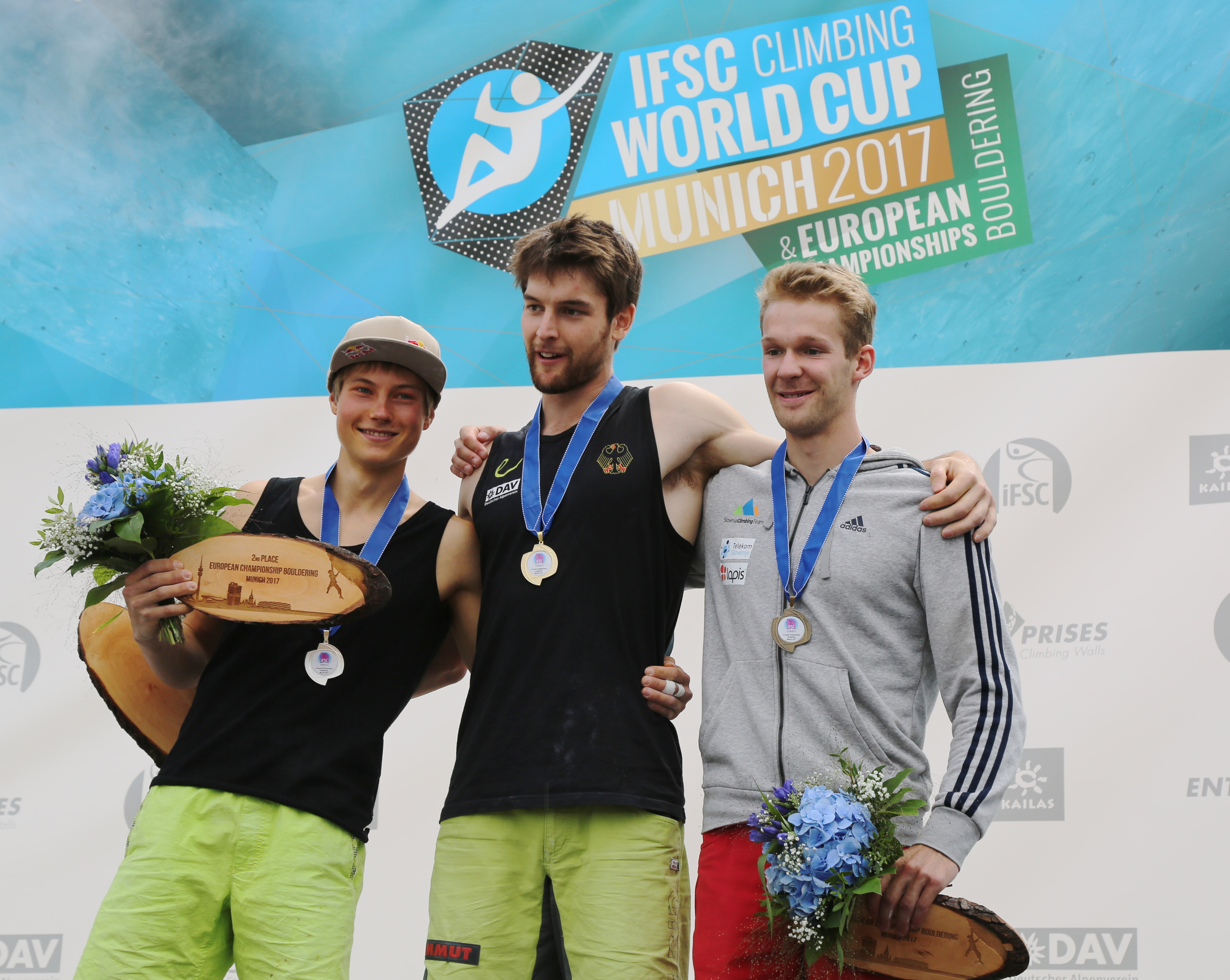
Champion european 2017

Jan Hojer est un grimpeur allemand né le 9 février 1992. 

## Biographie
Jan Hojer est un grimpeur allemand qui a commencé l'escalade en allant assurer sa sœur en salle, avant de se prendre de passion pour la discipline, et en particulier le bloc.
Il participe à la coupe du monde d'escalade en 2012 et finit à la 20e place dans la catégorie bloc.
En 2013, dans la même compétition, il remporte les étapes d'Innsbruck et de Chongqing, pour finir à la 8e place au classement final (catégorie bloc).
La consécration arrive en 2014 puisqu'il finit à la troisième place des Championnats du Monde de bloc, et surtout remporte la Coupe du monde d'escalade de bloc avec une large avance. En 2015, il termine 2e à la Coupe du monde d'escalade de bloc.

## Ascensions remarquables

### Blocs
Jan Hojer est un grimpeur spécialisé dans le bloc. Quelques réalisations notables :
| Nom                   | Site                  | Date            | Commentaires             |
| --------------------- | --------------------- | --------------- | ------------------------ |
| Jour de chasse        | Fontainebleau, France | 8 décembre 2013 | Première ascension       |
| Mécanique élémentaire | Fontainebleau, France | 2013            | 2e répétition de ce bloc |
| The Island            | Fontainebleau, France | 2013            | -                        |
| The Big Island        | Fontainebleau, France | 2013            | [ 4 ]                    |

| Nom          | Site           | Date | Commentaires                                 |
| ------------ | -------------- | ---- | -------------------------------------------- |
| Off The Wall | Ticino, Suisse | 2012 | 8B+ pour Jan, 8C/V15 pour Nalle Hukkataival, |

### Voies
| Nom            | Site                   | Date        | Commentaires      |
| -------------- | ---------------------- | ----------- | ----------------- |
| Action Directe | Frankenjura, Allemagne | 22 mai 2010 | À l'âge de 18 ans |

| Nom       | Site                   | Date           | Commentaires                            |
| --------- | ---------------------- | -------------- | --------------------------------------- |
| Es Pontas | Cala Santanyi, Espagne | 5 octobre 2018 | Deuxième répétition après Jernej Kruder |

## Palmarès
| Année | Lieu                   | Compétitions                            | Médaille                   |
| ----- | ---------------------- | --------------------------------------- | -------------------------- |
| 2013  | Log-Dragomer, Slovénie | Coupe du monde d'escalade               | Médaille d'argent en bloc  |
| 2013  | Innsbruck, Autriche    | Coupe du monde d'escalade               | Médaille d'or en bloc      |
| 2014  | Chongqing, Chine       | Coupe du monde d'escalade               | Médaille d'or en bloc      |
| 2014  | Bakou, Azerbaïdjan     | Coupe du monde d'escalade               | Médaille d'argent en bloc  |
| 2014  | Grindelwald, Suisse    | Coupe du monde d'escalade               | Médaille d'or en bloc      |
| 2014  | Toronto, Canada        | Coupe du monde d'escalade               | Médaille d'argent en bloc  |
| 2014  | Haiyang, Chine         | Coupe du monde d'escalade               | Médaille d'or en bloc      |
| 2014  | Munich, Allemagne      | Championnats du monde d'escalade (Bloc) | Médaille de bronze en bloc |